# John Doeg
John Thomas Godfray Hope Doeg (Guaymas, 7 dicembre 1908 – Redding, 27 aprile 1978) è stato un tennista statunitense.
Vincitore di tre prove dello Slam, una in singolare (U.S. National Championships 1930) e due in doppio (sempre negli States), ottenne il suo best ranking nel 1930, raggiungendo la 4ª posizione della classifica redatta da A. Wallis Myers.
È stato il quarto tennista mancino in assoluto a vincere gli U.S. National Championships.
Nel 1962, è stato inserito nella International Tennis Hall of Fame.

## Biografia

### Vita privata
John Doeg nacque a Guaymas in Messico. Figlio di Harold Hope Doeg e di Violet Sutton, sorella di May Sutton, prima statunitense a vincere il Torneo di Wimbledon, il 1º ottobre 1915 immigrò negli Stati Uniti coi genitori e i fratelli Eric, John, Doris, Violet e William. Aveva poi un'altra sorella, May, nata dopo l'immigrazione della famiglia e un anno prima della morte del padre.
Diventò cittadino statunitense nel 1933, anche se già precedentemente giocava per la nazionale statunitense di Coppa Davis.
Si sposò con Dorothea Scudder nel 1931; da lei ebbe due figli: John Hope Doeg Jr., nato nel 1933, e Daphne Scudder Doeg, nata nel 1935. La coppia divorziò nel maggio 1938. Si risposò con Winifred Jacobs solo tre anni più tardi; dal suo secondo matrimonio ebbe altri tre figli, tutte femmine: Suzanne Doeg, nata nel 1942, Sutton Doeg, nata tra il 1946 e il 1947, e Sally Florence Doeg, nata nel 1952.
Morì il 27 aprile 1978 al Memorial Hospital di Redding in California all'età di 69 anni. Le sue ceneri furono sparse vicino a Ensenada in Messico.

### Carriera sportiva
Doeg esordì agli U.S. National Championships 1927, perdendo alla prima partita.
I primi successi cominciarono ad arrivare nel 1929, quando vinse il suo primo titolo al Seabright Invitational. Si ripeté poi anche al Pacific Southwest Championships. Nella stessa stagione raggiunse la prima semifinale della carriera in un torneo del Grande Slam: l'impresa gli riuscì agli U.S. National Championships, dove perse contro Bill Tilden col punteggio di 4–6, 6–2, 2–6, 6–4, 6–3. In quella stessa edizione del torneo, conquistò insieme al connazionale George Lott il titolo di doppio, avendo la meglio in finale su Berkeley Bell e Lewis White.
L'anno seguente ottenne il più grande successo della carriera: conquistò, infatti, nel 1930 il titolo di singolare agli U.S. National Championships, sconfiggendo nell'ultimo atto il connazionale Frank Shields col punteggio di 10–8, 1–6, 6–4, 16–14. Prima di giungere in finale aveva affrontato, come l'anno precedente, il sette volte campione del torneo Tilden. Inoltre, si riconfermò campione del torneo di doppio, sempre in coppia con Lott. Qualche mese prima del grande successo, aveva partecipato al Torneo di Wimbledon, dove si spinse fino in semifinale; in doppio, invece, raggiunse la finale.
Alla fine del 1930 il tennista si posizionò alla 4ª posizione della classifica mondiale stilata da Arthur Wallis Myers, mentre occupava la prima posizione di quella statunitense.
Rimase anche l'anno seguente tra i primi dieci tennisti della sua nazione, quando raggiunse nuovamente la semifinale degli U.S. National Championships, ma non riuscì a difendere il titolo.
Si ritirò dal tennis agonistico nel 1940.

## Finali del Grande Slam

### Singolare

#### Vinte (1)
| Anno | Torneo                       | Avversario in finale | Risultato             |
| 1930 | U.S. Championships, New York | Frank Shields        | 10–8, 1–6, 6–4, 16–14 |

### Doppio

#### Vinte (2)
| Anno | Torneo                           | Compagno    | Avversari in finale         | Risultato                 |
| 1929 | U.S. Championships, New York     | George Lott | Berkeley Bell Lewis White   | 10–8, 16–14, 6–1          |
| 1930 | U.S. Championships, New York (2) | George Lott | Wilmer Allison John Van Ryn | 8–6, 6–3, 4–6, 13–15, 6–4 |

#### Perse (1)
| Anno | Torneo                      | Compagno    | Avversari in finale         | Risultato     |
| 1930 | Torneo di Wimbledon, Londra | George Lott | Wilmer Allison John Van Ryn | 3–6, 3–6, 2–6 |